# Jane Cronin Scanlon
Jane Smiley Cronin Scanlon (Nova Iorque, 17 de julho de 1922 – 19 de junho de 2018) foi uma matemática estadunidense, professora emérita de matemática da Universidade Rutgers. Suas áreas principais de pesquisa são equações diferenciais parciais e biologia matemática.
Scanlon obteve um Ph.D. em matemática na Universidade de Michigan em 1949, orientada por Erich Rothe. Após trabalhar na Força Aérea dos Estados Unidos e na American Optical Company, retornou para a universidade como lecturer no Wheaton College (Massachusetts) e depois no Stonehill College. Foi para o Instituto Politécnico da Universidade de Nova Iorque em 1957, e para a Universidade Rutgers em 1965. Aposentou-se em 1991.
Scanlon apresentou a Noether Lecture de 1985. Em 2012 foi uma das fellow inaugurais da American Mathematical Society.

## Obras
- Advanced Calculus, Boston, Heath 1967
- Differential equations: Introduction and Qualitative Theory, Dekker 1980, 2. Auflage 1994, 3a Edição CRC/Chapman and Hall 2008
- Fixed points and topological degrees in nonlinear analysis, American Mathematical Society 1964
- Mathematical aspects of the Hodgkin-Huxley neural theory, Cambridge University Press 1987
- Mathematics of Cell Electrophysiology, Dekker 1981